# Arne Stæhr Johansen
Arne Stæhr Johansen, född 3 april 1907 i Köpenhamn, död 3 juni 1995, var en dansk borgmästare i Frederiksbergs kommun under perioderna 1950-1954 och 1958-1978, vald för Det Konservative Folkeparti.